# Phylloscopus trivirgatus
Phylloscopus trivirgatus е вид птица от семейство Phylloscopidae.

## Разпространение
Видът е разпространен в Индонезия, Малайзия, Тайланд и Филипините.